# Arra
Arra là một thị trấn thống kê (census town) của quận Puruliya thuộc bang Tây Bengal, Ấn Độ.

## Nhân khẩu
Theo điều tra dân số năm 2001 của Ấn Độ, Arra có dân số 19.911 người. Phái nam chiếm 52% tổng số dân và phái nữ chiếm 48%. Arra có tỷ lệ 66% biết đọc biết viết, cao hơn tỷ lệ trung bình toàn quốc là 59,5%: tỷ lệ cho phái nam là 75%, và tỷ lệ cho phái nữ là 55%. Tại Arra, 12% dân số nhỏ hơn 6 tuổi.